# Ludvík Masaryk
Ludvík Masaryk (17. srpna 1854 Hodonín – 15. února 1914 Portorož) byl český knihtiskař, nakladatel, kavárník, hoteliér a bratr T. G. Masaryka

## Život
Narodil se v Hodoníně v rodině kočího Josefa Masaryka a jeho ženy Terezie roz. Kropáčkové. Vyrůstal s dalšími dvěma staršími sourozenci, budoucím československým presidentem Tomášem a Martinem. Po absolvování základního vzdělání krátce studoval ve Vídni, studia však opustil, vyučil se sazečem a od konce 1877 pracoval v brněnské tiskárně "Josef Groák". V roce 1878 byl mobilizován a účastnil se vojenského tažení do Bosny a Hercegoviny. Po návratu si v roce 1880 otevřel v Hustopečích vlastní tiskárnu, jejíž další rozvoj finančně podpořil jeho bratr Tomáš. Po čase však Ludvík přenesl těžiště svého působení do Prahy a roku 1886 otevřel moravskou vinárnu s dodávkami vlastního vína, nejprve v Palackého, od roku 1889 ve Vodičkově ulici. Zprvu z ní vytvořil debatní středisko umělců, spisovatelů, novinářů a vědců, kde její interiér vyzdobili nástěnnými obrazy Mikoláš Aleš a Hanuš Schwaiger. V roce 1898 se oženil s Alžbětou Chvátalovou. Podnik však v 90. letech 19. století několikrát změnil působiště a přes opakovanou finanční výpomoc Tomáše Masaryka postupně upadal, až zanikl. Tiskárnu v Hustopečích převzal již v roce 1890 Wilhelm Seidel a roku 1894 prodal Ludvík i svůj hustopečský dům a vinici. Roku 1900 opustil i Prahu a byl pak mj. hostinským v Brně a hoteliérem na Istrii. Zemřel v roce 1914 ve slovinské Portoroži po mozkové mrtvici a byl pohřben v Terstu.
Jeho dcera Ludmila (Lidmila, 1890–1985) se provdala za československého diplomata Jaroslava Lípu (1886–1966).